# Ana María Barrenechea
Ana María Barrenechea (Buenos Aires, 6 de marzo de 1913-Buenos Aires, 4 de octubre de 2010) fue una escritora, lingüista, crítica literaria y docente argentina.

## Carrera
Concluyó sus estudios en filología en el Instituto Superior del Profesorado de Buenos Aires. Tuvo entre sus maestros a Amado Alonso y Pedro Henríquez Ureña, quienes la alentaron hacia la investigación y la crítica. Junto a Henríquez Ureña editó la Colección Archivos, emprendimiento filológico llevado a cabo por el dominicano. En 1953 recibió una beca y se trasladó al Bryn Mawr College de Estados Unidos, donde se doctoró en Literatura,  en 1956.
A su regreso a Buenos Aires comenzó a desempeñarse en investigación y docencia (en Gramática castellana e Introducción a la literatura) en Argentina y más tarde en otros países como México, Puerto Rico y Estados Unidos, donde enseñó en la Universidad de Harvard, entre otras. En esos primeros años de docencia dictó los cursos de Lengua Castellana y de Sintaxis y Estilística, y a partir de 1958 hasta 1966 fue profesora en la Universidad de Buenos Aires. En este último año renuncia al cargo por las presiones ejercidas por autoridades políticas. Fue miembro de la Comisión Asesora de Filología del CONICET entre 1964 y 1966, y  de 1984 a 1987.
Entre 1967 y 1974 formó parte del «Proyecto de estudio coordinado de la lengua de las principales ciudades iberoamericanas y de la Península Ibérica» (PILEI).
En 1953 recibió la Beca del Colegio de México y en 1968 la Beca Guggenheim para investigaciones lingüísticas.
Perteneció a la Real Academia Española y a otras instituciones como la Asociación Internacional de Hispanistas, de la cual fue su presidenta entre 1977 y 1980 y, a partir de ese año, presidenta de honor. Fue la primera mujer en presidir dicha asociación.
Entre 1985 y 2002 fue la directora del Instituto de Filología y Literaturas Hispánicas "Dr. Amado Alonso" de la Facultad de Filosofía y Letras de la Universidad de Buenos Aires. Como directora, encabezó la reconstrucción de un campo profesional en torno de la filología, dando lugar también a nuevas perspectivas tanto en la lingüística (estructuralismo, funcionalismo) como en la crítica literaria (posestructuralismo, crítica genética, teoría literaria como estudio autónomo). Allí editó la revista Filología.

## Obra
Comenzó investigando dentro de una corriente de idealismo lingüístico crítico y más adelante profundizó en el campo de la pragmática, acerca de los hechos de habla y la lingüística textual. También escribió sobre gramática teórica.

### Ensayos
El trabajo más clásico y reconocido de esta autora es La expresión de la irrealidad en la obra de Jorge Luis Borges, que fue parte de su tesis en 1955 y fue publicado por primera vez en 1957 por el Colegio de México. En esta obra analiza en profundidad la producción borgiana incluyendo categorías fundamentales del universo creado por Borges y los temas principales que lo conforman: 
1) El tiempo 
2) El caos y el cosmos
3) El panteísmo y la personalidad
4) El tiempo y la eternidad
5) El idealismo y otras formas de la irrealidad

### Listado de obras
- 1957 La expresión de la irrealidad en la obra de Borges (tesis doctoral).
- 1957 La literatura fantástica en Argentina
- 1962 El pronombre y su inclusión en un sistema de categorías semánticas.
- 1969 La voz pasiva en el español hablado de Buenos Aires (en colaboración con Mabel Manacorda Rosetti).
- 1969 Estudios de gramática estructural.
- 1973 La duplicación de objetos directos e indirectos en el español hablado de Buenos Aires.
- 1973 A propósito de la elipsis en la coordinación.
- 1975 Problemas semánticos de la coordinación.
- 1978 Textos hispanoamericanos: de Sarmiento a Sarduy.
- 1979 Estudios lingüísticos y dialectológicos. Temas hispánicos.
- 1983 Cuaderno de bitácora de ‘Rayuela’ (con Julio Cortázar).
- 1987 El habla culta de la ciudad de Buenos Aires. Materiales para su estudio.
- 2003 Archivos de la memoria.

Escribió numerosos artículos para revistas temáticas como Nueva Revista de Filología Hispánica.

## Premios
Recibió los siguientes premios y distinciones:
- 1967 Doctora Honoris Causa del Smith College, EE. UU.
- 1973 Miembro Honoraria de la Linguistic Society of America.[19]
- Desde 1980 Presidenta de Honor de la Sociedad Internacional de Hispanística.[20]
- 1984 Profesora Emérita de la Universidad de Buenos Aires.[21]
- 1984 Premio Internacional "Amado Alonso" otorgado por el Ministerio de Educación y Justicia de la Nación.
- 1986 Premio Konex de Platino en Lingüística y Filología.
- 1986 Diploma al Mérito Konex en Lingüística y Filología.
- 1992 Miembro de Honor de la Asociación Argentina de Hispanistas.[11]
- 1994 Premio Esteban Echeverría por ensayo, otorgado por Gente de Letras.

En 1996 integró el jurado del premio Konex, en el rubro Humanidades.